# Rorátník

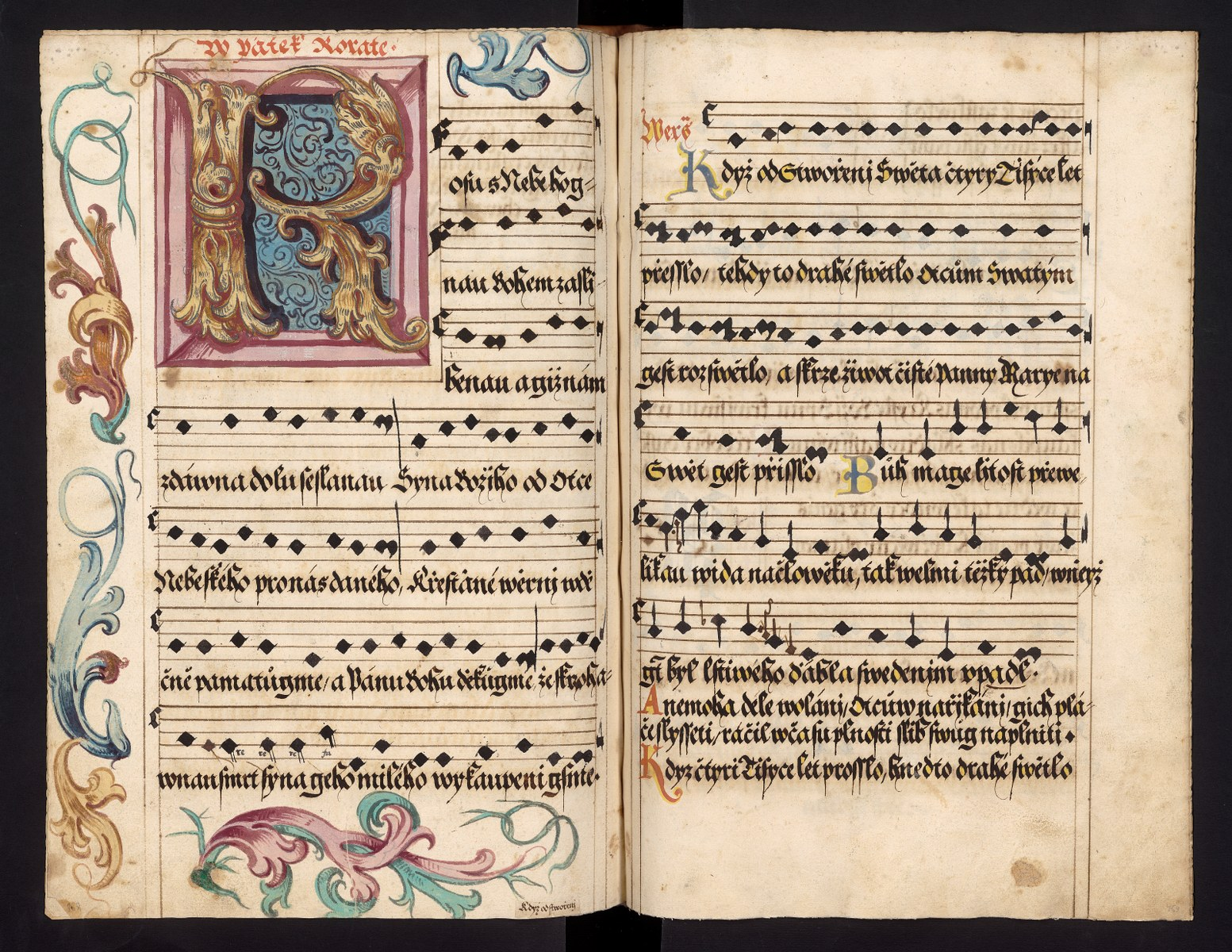
Úvod pátečních rorátů s iluminovanou iniciálou „R“ v knize ranních adventních zpěvů velvarských literátů. Literátské bratrstvo Velvary, Rorátník (kolem 1590 – kolem 1720), nezprac. fond. (SOkA-Kladno)

Rorátník je specializovaný liturgický zpěvník obsahující hudební repertoár pro roráty, tedy ranní votivní mše o Panně Marii v adventním období. Jde o sestavy chorálních zpěvů mešního ordinaria a propria (převedených do češtiny) prokládané písněmi s mariánskou a adventní tematikou.
Rorátník jako samostatný typ liturgického zpěvníku je specificky českou záležitostí a nemá jinde v Evropě obdoby.
Rorátníky vznikaly nejprve jako manuskripty, a to v několika verzích (redakcích), z nichž nejrozšířenější byla královéhradecká, dále pak táborská a rakovnická. První tištěný rorátník vznikl roku 1617. Po zrušení literátských bratrstev v roce 1784 zpěv rorátů upadl a k určitému oživení této tradice došlo až během 19. století díky vydání nových tištěných rorátníků Janem Hostivítem Pospíšilem (1823), Václavem Michalem Pešinou z Čechorodu (1837) a Ferdinandem Josefem Lehnerem (1883).
Mezi dochované rukopisné rorátníky patří:
- Rorátník český (1585–1586, uložen v Muzeu východních Čech v Hradci Králové)
- Rorátník dašický (1612, uložen ve Východočeském muzeu v Pardubicích)
- Rorátník královédvorský (druhá polovina 16. století, uložen v Městském muzeu ve Dvoře Králové nad Labem)
- Rorátník Jana Zadolského (1607–1610, uložen v knihovně Národního muzea v Praze)
- Rorátník příbramský (kolem 1595, uložen v Hornickém muzeu Příbram)
- Rorátník mladoboleslavský (1572, uložen v Muzeu Mladoboleslavska v Mladé Boleslavi)
- Rorátník čáslavský (1614)
- Rorátník strahovský (1588–1595, uložen ve Strahovské knihovně v Praze)
- Rorátník z Nového Hradce Králové (1581)
- Rorátník Literátského bratrstva Velvary (asi 1590 - asi 1720, uložen ve Státním okresním archivu Kladno)